# Karen (film)
Pour les articles homonymes, voir Karen.
Pour plus de détails, voir Fiche technique et Distribution.
Karen est un film américain réalisé par Coke Daniels, sorti en 2021.

## Synopsis
Une femme nommée Karen (en référence au terme d'argot), essaie de faire déménager un couple de Noirs qui vient d'arriver dans son quartier.

## Fiche technique
- Titre : Karen
- Réalisation : Coke Daniels
- Scénario : Coke Daniels
- Musique : Ommas Keith
- Photographie : Anthony J. Rickert-Epstein
- Montage : Aziza Ngozi
- Production : Mary Aloe, Autumn Bailey, Sevier Crespo, Coke Daniels, Cory Hardrict, Gillian Hormel, Taryn Manning et Tirrell D. Whittley
- Société de production : Flixville USA, BondIt Media Capital, Burke Management et Peanut Gallery Group
- Pays :  États-Unis
- Genre : Drame et thriller
- Durée : 89 minutes
- Date de sortie : 
  - États-Unis : 3 septembre 2021

## Distribution
- Taryn Manning : Karen
- Cory Hardrict : Malik
- Jasmine Burke : Imani
- Roger Dorman : l'officier Wind
- Brandon Sklenar : l'officier Hill
- Gregory Alan Williams : Charles Wright
- Benjamin Crump : Ben Crump
- Betzaida Landín : Lily
- Mary Christina Brown : Jan
- Veronika Bozeman : Fatima
- Lorenzo Cromwell : Justice
- Trey Best : Charles Wright Junior
- Tavior Mowry : Isaiah
- Norah Elin Murphy : Sarah
- Jaxon McHan : Kyle
- Milly Sanders : Beth
- Hunter Bodine : Ted
- Dawn Halfkenny : Chanel McFadden

## Distinctions
Le film a été nommé pour cinq Razzie Awards.